# Wielkie Gacno
Wielkie Gacno – wieś borowiacka w Polsce położona w województwie kujawsko-pomorskim, w powiecie tucholskim, w gminie Cekcyn.
W latach 1975–1998 miejscowość administracyjnie należała do województwa bydgoskiego. Według Narodowego Spisu Powszechnego (III 2011 r.) liczyła 108 mieszkańców. Jest dwudziestą co do wielkości miejscowością gminy Cekcyn.